# Владимир Каролев
Владимир Асенов Каролев е български икономист и политик от НДСВ.
Той е общински съветник от НДСВ в Столичната община (2003 – 2011) и кандидат (издигнат от НДСВ) за кмет на Столичната община през 2011 г.

## Детство и образование
Каролев е роден във Варна на 31 юли 1961 г. Завършва 35-а гимназия в София, след което отбива задължителната си военна служба в разузнавателно поделение в с. Мусачево. Според картонче, съхранено в държавните архиви, по време на военната си служба е сътрудник на военното контраразузнаване.
Завършва (със степен магистър) „Международни икономически отношения“ във Висшия икономически институт „Карл Маркс“ с допълнителна специалност „Икономическа журналистика“ през 1986 г., магистратура по „Бизнес администрация“ в Университета на Албърта в Едмънтън, Канада (1993) и задочна магистратура по „Икономика на недвижимите имоти“ в Университета на Рединг в Англия, Великобритания (2014).

## Политическа кариера
Каролев придобива известност след средата на 1990-те години като автор на статии на икономически теми, публикувани в периодичния печат. През 2001 година активно участва в предизборната кампания на новата партия НДСВ, оглавена от Симеон Сакскобургготски.
През 2003 година е избран за общински съветник в София от листата на НДСВ и е преизбиран през 2007 и 2011 г. През есента на 2011 г. Каролев е кандидат-кмет за София, издигнат от НДСВ. Подава оставка като общински съветник (с цел фокусиране върху професионалната си кариера) през ноември 2011 г.

## Инцидент в Пирин
Владимир Каролев изчезва на 9 май 2021 г. след спускане със сплитборд под връх Тодорка в планината Пирин.
Намерен е от спасителите, след 12-часова спасителна операция, в тежко състояние в 00:40 след полунощ. Първи до него стигат братята Стойчо и Росен Баненски. „След около 3 часа ходене и търсене под клековете, защото видимостта е не повече от 50 метра, намерихме първо каската и той беше на 100 метра по-нагоре. Дишаше, но не беше контактен“, обяснява Стойчо Баненски, доброволец и заместник-кмет на Банско. „Паднал е най-вероятно, прелетял, не знам колко е карал, но разстоянието е около 400 метра надморска височина. Веднага му оказахме помощ, завихме го с одеяла, веднага отрядът се пренасочи, много тежка акция“, допълва Росен Баненски – доброволец и директор на Национален парк „Пирин“.
Първоначално е настанен в болницата в Разлог и въведен в медикаментозна кома. На място пристигат здравният министър и директорът на столичната болница за спешна помощ „Н. И. Пирогов“. „Травмите са тежки, говорим за съчетана травма с черепно-мозъчна травма, гръдна травма и глезен“, съобщава Костадин Ангелов, министър на здравеопазването в оставка. В ранния следобед на 10 май Каролев е извозен с правителствена линейка до София и е настанен в реанимацията на неврохирургията на „Пирогов“.
В началото на септември е изписан от „Пирогов“ и е преместен в болница „Токуда“. Каролев почива около 1 часа на 21 октомври 2021 г.